# 앨런 엠티지

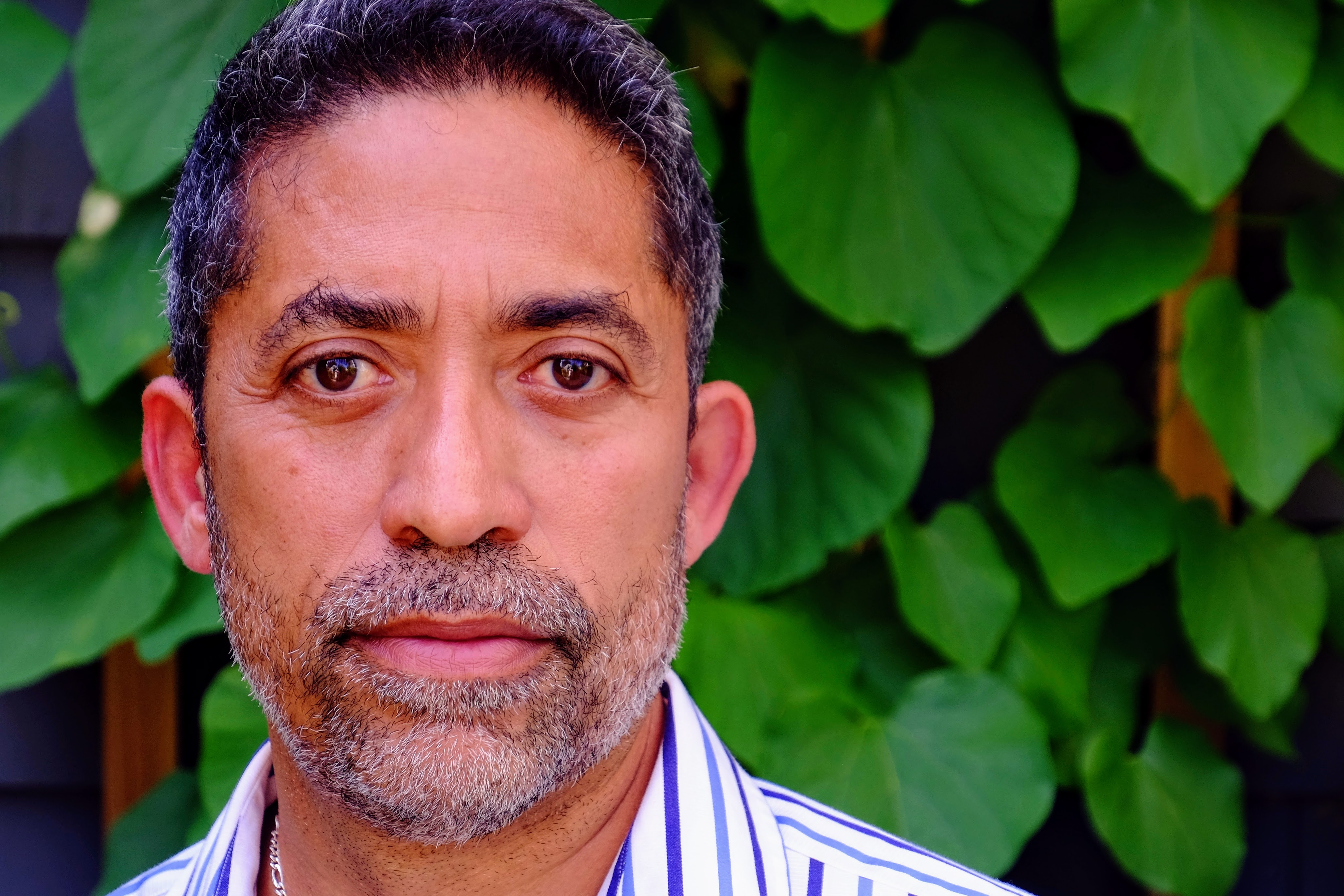

앨런 엠티지(영어: Alan Emtage, 1964년 11월 27일 ~)는 바베이도스 출신의 캐나다의 컴퓨터 과학자로, 맥길 대학교의 학부생이었던 1990년, 세계 최초의 인터넷 검색엔진인 아키를 발명했다. 이 작업에 참여한 다른 구성원들은 맥길 대학교 동급생인 빌 힐런(Bill Heelan)와 피터 J. 도이치(Peter J. Deutsch)였다. FTP(File Transfer Protocol)를 통해 필요한 파일을 주고 받던 시절에 FTP 서버를 검색해 주는 검색엔진을 개발한 것이다. 1993년에 등장한 '베로니카(Veronica; Very Easy Rodent Oriented Net-Wide Index to Computerized Archives)'는 고퍼(Gopher) 서버에 올려진 자료를 검색하는 검색엔진으로, 아키를 응용해서 만들어진 것이다.